# Athlon 64 FX
L'Athlon 64 FX è un microprocessore parte della famiglia Athlon 64, ideato specificamente per le esigenze dei gamers estremi. Il primo della serie fu l'Athlon 64 FX-51 a 2,2 GHz su socket 940, successivamente venne commercializzato l'FX-53, infine l'FX-55. Quest'ultimo, con frequenza di 2,6 GHz fu per molto tempo il processore più potente in commercio, insieme al successivo FX-57 sempre su socket 939 a 2,8 GHz, fino all'introduzione dei processori dual core.
Finita l'era dei single core, AMD commercializzò l'Athlon 64 FX60, dual core a 2.6 GHz, superato dall'uscita delle controparti Intel, più veloci a parità di clock, con richieste di energia meno elevate e più propensi all'overclock
Nel mese di maggio 2006 venne presentato l'Athlon 64 FX-62 su socket AM2, anch'esso dual core con una frequenza di 2.8 GHz ed una cache L2 di 2x1MB.
Caratteristica di questa famiglia di microprocessori era il moltiplicatore di frequenza sbloccato.